# یواس‌اس ترمپ (اس‌پی-۶۴۶)
یواس‌اس ترمپ (اس‌پی-۶۴۶) (به انگلیسی: USS Tramp (SP-646)) یک کشتی بود که طول آن ۸۲ فوت (۲۵ متر) بود. این کشتی در سال ۱۹۰۱ ساخته شد.